# هوارد كلارك (باحث في تاريخ العصور الكلاسيكية)
هوارد كلارك (بالإنجليزية: Howard Clarke)‏ هو باحث في تاريخ العصور الكلاسيكية أمريكي، ولد في 12 يونيو 1929.